# 이시오카시
이시오카시(일본어: 石岡市)는 일본 간토 지방 북동부, 이바라키현 남부에 있는 시이다.

## 지리
북부에 소노베강, 남부에 고이세강이 흐르고 남서부로 가스미가우라호와 접하며 서부에는 야사토 지구(야사토 분지)를 쓰쿠바산, 아시오산, 가바산, 와가쿠니산, 난다이산 등 쓰쿠바 산지의 산들이 둘러싸고 있다. 이바라키현 남부 지역에 있고 도쿄 도심에서 약 60~70km 떨어져 있다. 동부에는 시가지와 주택지, 서부에는 전원 풍경이 펼쳐져 있다.

### 인접한 지자체
- 가사마시
- 쓰쿠바시
- 가스미가우라시
- 사쿠라가와시
- 쓰치우라시
- 오미타마시

## 역사
나라 시대에는 히타치국의 국부가 있었다. 에도 시대에는 미토번의 분가인 히타치후추번이 놓였다.
- 1869년 - 히타치후추에서 이시오카로 개명하였다.
- 1889년 4월 1일 - 정으로 승격하여 니하리군 이시오카정이 되었다.
- 1954년 2월 11일 - 시로 승격하여 이시오카시가 되었다.
- 2005년 10월 1일 - 니하리군 야사토정과 대등 합병하여 새로운 이시오카시가 되었다.

## 교통

### 철도
- 동일본 여객철도 조반선

### 도로
- 조반 자동차도
- 국도 제6호선
- 국도 제355호선

## 인구
| 연도 | 인구   | ±%     |
| ---- | ------ | ------ |
| 1920 | 46,587 | —      |
| 1930 | 51,907 | +11.4% |
| 1940 | 54,093 | +4.2%  |
| 1950 | 68,962 | +27.5% |
| 1960 | 65,428 | −5.1%  |
| 1970 | 66,941 | +2.3%  |
| 1980 | 76,137 | +13.7% |
| 1990 | 80,035 | +5.1%  |
| 2000 | 83,119 | +3.9%  |
| 2010 | 79,713 | −4.1%  |